# レウコテア (小惑星)
レウコテア (35 Leukothea) は大きく暗いメインベルト小惑星帯の小惑星。
1855年4月19日にロベルト・ルターが発見した。
ギリシア神話の海の女神レウコテアー (Leukothea) にちなんで名づけられている。